# Великое ограбление букмекеров
Великое ограбление букмекеров — самое крупный ограбление в истории Австралии, и одно из самых крупных ограблений букмекеров в мире. В 1976 году бандой Реймонда Патрика Беннета (более известного как «Чак») были ограблены сразу 118 ведущих букмекеров. Добычей грабителей предположительно стало 15 миллионов австралийских долларов (приблизительно 65 миллионов долларов США по состоянию на 2021 год), а на само ограбление ушло всего 11 минут. 
Никто из грабителей не предстал перед судом и юридически преступление осталось нераскрытым. Однако его исполнители были известны общественности – и все они в итоге были убиты.

## В массовой культуре
- Х/ф. «Robbery[англ.]» (1985)